# Відкрита книга (фільм, 1973)
Про радянський дев'ятисерійний художній телевізійний фільм див. Відкрита книга (фільм, 1977)
«Відкрита книга» (рос. «Открытая книга») — радянський двосерійний художній фільм 1973 року, знятий на кіностудії «Ленфільм».

## Сюжет
Головна героїня фільму — сільська дівчинка Таня, яка згодом стала професором Тетяною Власенковою (її реальний прототип — Зінаїда Єрмольєва), згодом винахідник пеніциліну. Початок фільму розгортається до революції в провінційному містечку Лопахіні, де вона знайомиться і зближується з цікавою сім'єю. Голова сім'ї — доктор Павло Петрович Лебедєв (реального прототипу немає), все життя вірив у лікувальні властивості цвілі, і залишає після своєї смерті багато наукових записів, набуттю яких Власенкова віддає значну частину життя. Багато уваги у фільмі приділено розвитку особистих взаємин Власенкової з молодшим поколінням тієї ж родини — братами Дмитром (згодом Дмитром Дмитровичем) і Андрійком (Андрієм Дмитровичем), прототипи яких — Лев Зільбер, чоловік Єрмольєвої, брат Веніаміна Каверіна.

## У ролях
- Людмила Чурсіна —  Тетяна Власенкова
- Ганна Алексахіна —  Тетяна Власенкова в дитинстві
- Владислав Дворжецький —  Дмитро Львов
- Ігор Добряков —  Дмитро Львов в юності
- Олександр Дем'яненко —  Андрій Львов
- Андрій Дмитрієв — Андрій Львів у ранні роки
- Федір Нікітін —  Павло Петрович Лебедєв
- Людмила Гурченко —  Глафіра
- Владислав Стржельчик —  Крамов
- Ігор Дмитрієв —  Раєвський
- Вацлав Дворжецький —  Заозерський
- Костянтин Злобін —  Нікольський
- Лев Дуров —  батько Тані
- Елеонора Шашкова —  Олена Бистрова
- Надія Романіна —  Машенька
- Юхим Копелян —  Максимов
- Лаймонас Норейка —  Володя Лукашевич
- Олег Єфремов —  Віктор Мерзляков
- Герман Хованов —  Вишняков
- Людмила Ксенофонтова —  Мєлкова
- Михайло Храбров —  Скрипаченко
- Андрій Апсолон — лікар
- Азамат Багіров — член медичної ради
- Лілія Гурова — Наталія
- Інеса Кирилова — Маргарита Матвіївна, працівниця лабораторії
- Борис Коковкин — вчений
- Петро Лобанов — Тимофій Петрович Зимін, головний майстер заводу
- Володимир Марьєв — директор консервного заводу
- Володимир Мусатов — епізод
- Сергій Полежаєв — вчений
- Антоніна Павличева — прислуга Раєвського
- Віра Титова — Агаша, прислуга Львових
- Аркадій Трусов — дідусь хворого хлопчика в селі
- Лев Лемке — Гурій Попов, кореспондент
- Юрій Нахратов — Павлик Львов
- Георгій Штиль — батько хворої дочки Катеринки
- Валерій Ольшанський — поранений хірург
- Адольф Шестаков — співробітник лабораторії
- Борислав Брондуков — кур'єр з вакциною

## Знімальна група
- Автори сценарію:  Веніамін Каверін,  Наталія Рязанцева
- Постановка:  Володимир Фетін
- Головний оператор:  Євген Шапіро
- Головний художник:  Семен Малкін
- Композитор:  Василь Соловйов-Сєдой
- Звукооператор:  Геннадій Корховий
- Монтаж:  Рахіль Ізаксон
- Редактор:  Всеволод Шварц
- Оператор:  Валерій Миронов
- Художник-гример:  Людмила Єлісеєва
- Художник по костюмах: Галина Дєєва
- Директор картини:  Микола Нейолов